# ميشيل فرانسوا (مؤرخ)
ميشيل فرانسوا (بالفرنسية: Michel François)‏ هو أمين مكتبة ومؤرخ فرنسي، ولد في 31 أغسطس 1906 في Dommartin-lès-Remiremont ‏ في فرنسا، وتوفي في 11 يوليو 1981 في باريس في فرنسا.